# ندای وظیفه: وارزون ۲٫۰
ندای وظیفه: وارزون ۲٫۰ (انگلیسی: Call of Duty: Warzone 2.0) یک بازی ویدئویی  بتل رویال رایگان که توسط اینفینیتی وارد و ریون سافتور برای پلی‌استیشن ۴، پلی‌استیشن ۵، مایکروسافت ویندوز، ایکس‌باکس وان و ایکس‌باکس سری اکس و سری اس ساخته شده‌است. این بازی دنباله‌ای بر ندای وظیفه: وارزون (۲۰۲۰) است. این بازی بخشی از ندای وظیفه: جنگاوری نوین ۲ (۲۰۲۲) است اما نیازی به خرید عنوان مذکور ندارد. وارزون ۲٫۰ در طول فصل ۱ محتوای جنگاوری نوین ۲ معرفی شد. این بازی شامل حالت چندسکویی و سبک استخراج جدید با عنوان DMZ است.
وارزون ۲٫۰ به‌طور رسمی توسط اکتیویژن در سپتامبر ۲۰۲۲ معرفی شد و در ۱۶ نوامبر ۲۰۲۲ عرضه شد.

## بازخورد
| گردآورنده | امتیاز                 |
| --------- | ---------------------- |
| متاکریتیک | PC: ۸۰/۱۰۰ PS5: ۷۹/۱۰۰ |

| ناشر                     | امتیاز |
| ------------------------ | ------ |
| گیم‌اسپات                 | ۸/۱۰   |
| گیمز ریدار+              | [ ۹ ]  |
| Jeuxvideo.com            | ۱۷/۲۰  |
| پی‌سی گیمر (ایالات متحده) | ۸۰/۱۰۰ |
| آی‌جی‌ان                   | ۸٫۴/۱۰ |

ندای وظیفه: وارزون ۲٫۰ بر اساس بازبینی جمعی وبگاه متاکریتیک نقدهای عموماً مثبتی از سوی منتقدان دریافت کرد.